# 派對禮服

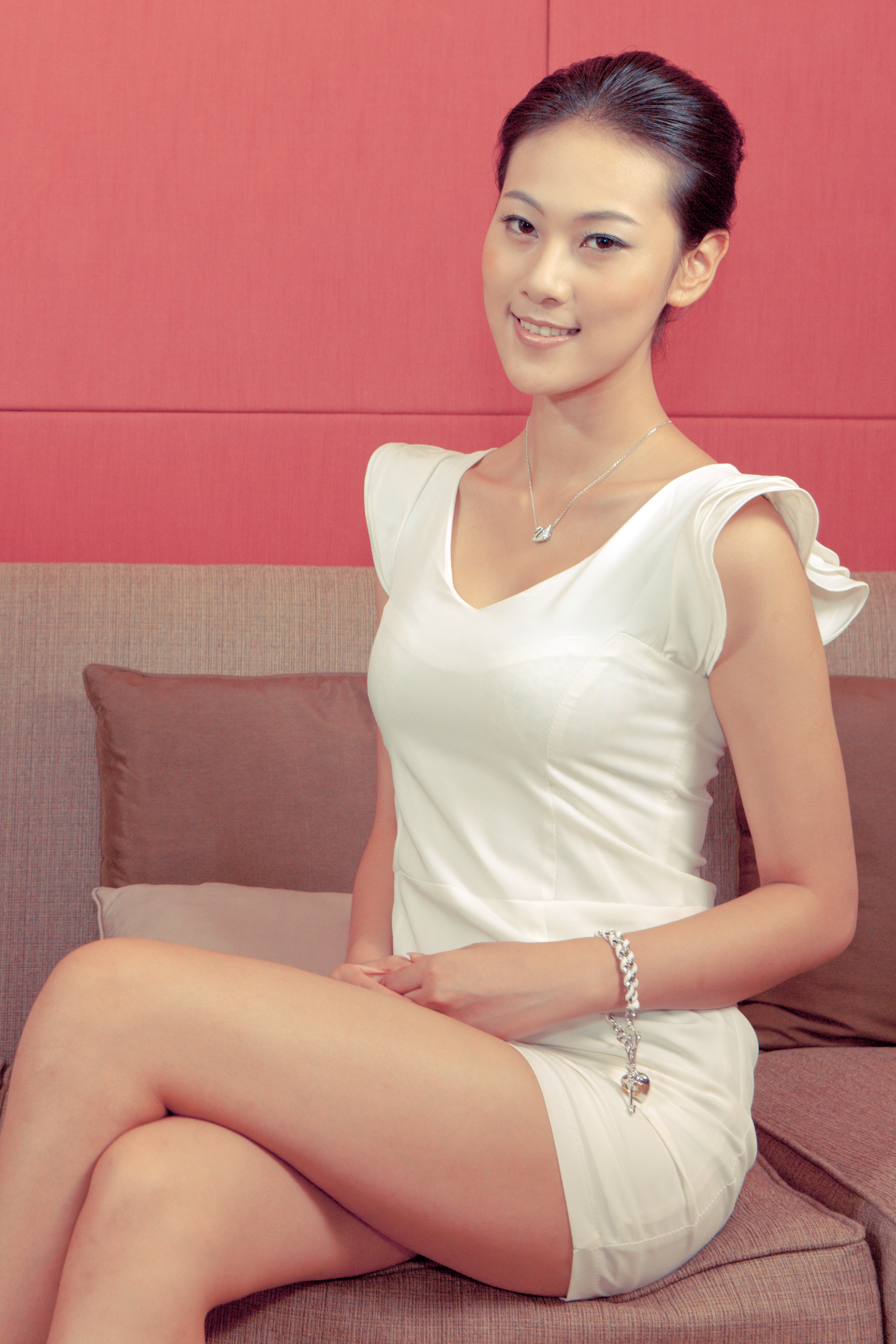

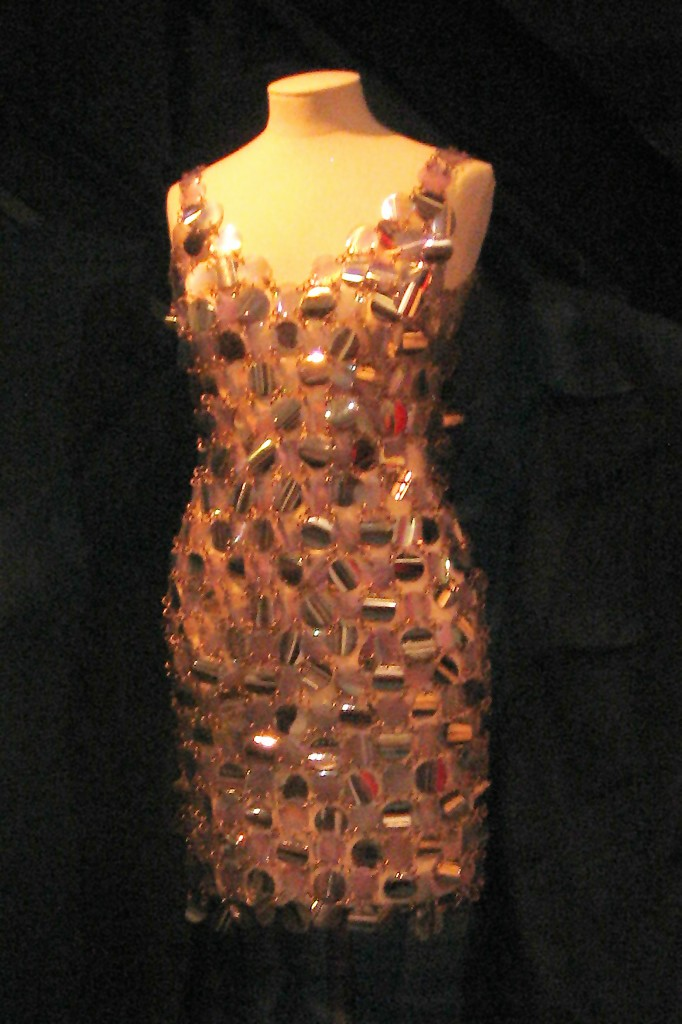
1967年由帕高設計的派對禮服，於維多利亞和阿爾伯特博物館展出。這是Helen Bachofen von Echt與法蘭·仙納杜拉於紐約宴會跳舞所穿的宴會禮服。

派對禮服是女性參加派對特別穿的一種連身裙。不同類型的派對常常需要不同風格的服飾， 如兒童派對、酒會、園遊會，以及化裝舞會。黑色小禮服對於現代女性來說屬於經典款式。